# Morti nel 2023/Ottobre
| Questa pagina contiene informazioni ricavate automaticamente dalle voci biografiche con l'ausilio del template Bio e di un bot. L'aggiornamento è periodico e automatico e ricostruisce completamente la pagina. Se manca una persona in questa lista, sei pregato di non aggiungerla, ma accertati piuttosto che la sua voce biografica contenga il template Bio e che i dati anagrafici siano correttamente compilati. Se il template Bio manca, inseriscilo tu stesso o, in alternativa, metti l'avviso {{tmp\|Bio}} che ne segnala la mancanza. Se i dati riportati sono sbagliati, correggi direttamente la voce biografica; le modifiche saranno visibili in questa lista entro pochi giorni. Per chiarimenti vedi il progetto biografie. La lista contiene solo le 182 persone che sono citate nell'enciclopedia e per le quali è stato implementato correttamente il template Bio. Pagina aggiornata al 2 ago 2025. |

- 1º ottobre - Patricia Janečková, soprano slovacco (n. 1998)
- 1º ottobre - Francesco Matrone, mafioso italiano (n. 1947)
- 1º ottobre - Frank McDougall, calciatore scozzese (n. 1958)
- 1º ottobre - Beverly Willis, architetta, pittrice e artista statunitense (n. 1928)
- 2 ottobre - Francis Lee, calciatore inglese (n. 1944)
- 2 ottobre - Herbert Schambeck, giurista e politico austriaco (n. 1934)
- 2 ottobre - Guido Soldani, calciatore e allenatore di calcio italiano (n. 1926)
- 2 ottobre - Giacomo Zampieri, ciclista su strada italiano (n. 1924)
- 3 ottobre - Tommy Gambino, mafioso statunitense (n. 1929)
- 3 ottobre - Patrice Lecornu, calciatore francese (n. 1958)
- 3 ottobre - Giovanni Marchesini, ingegnere italiano (n. 1936)
- 3 ottobre - Marina Mizzau, scrittrice, saggista e filosofa italiana (n. 1936)
- 3 ottobre - Giulio Quercini, politico italiano (n. 1941)
- 4 ottobre - Felice De Nicolò, sciatore alpino italiano (n. 1942)
- 4 ottobre - Tracey Freeman, atleta paralimpica australiana (n. 1948)
- 4 ottobre - Luis Giampietri, ammiraglio e politico peruviano (n. 1940)
- 4 ottobre - Giannīs Iōannidīs, cestista, allenatore di pallacanestro e politico greco (n. 1945)
- 4 ottobre - Sergio Tardioli, attore italiano (n. 1938)
- 4 ottobre - Telesphore Placidus Toppo, cardinale e arcivescovo cattolico indiano (n. 1939)
- 5 ottobre - Jon Beare, canottiere canadese (n. 1974)
- 5 ottobre - Adrianna Bilik, cestista austriaca (n. 1945)
- 5 ottobre - Dick Butkus, giocatore di football americano statunitense (n. 1942)
- 5 ottobre - Giuseppe Da Prato, matematico italiano (n. 1936)
- 5 ottobre - Bruno Filippini, cantante italiano (n. 1945)
- 5 ottobre - Zorica Jevremović, drammaturga, regista teatrale e regista serba (n. 1948)
- 5 ottobre - Vjačeslav Maksakov, attore e regista sovietico (n. 1947)
- 5 ottobre - Risto Näätänen, psicologo finlandese (n. 1939)
- 5 ottobre - Romano Voltolina, calciatore italiano (n. 1937)
- 6 ottobre - Ugo Ciappina, criminale italiano (n. 1928)
- 6 ottobre - Victoire Jasmin, politica francese (n. 1955)
- 7 ottobre - Terence Davies, regista e sceneggiatore britannico (n. 1945)
- 7 ottobre - Reiner Goldberg, tenore tedesco (n. 1939)
- 7 ottobre - Luca Goldoni, giornalista, scrittore e umorista italiano (n. 1928)
- 7 ottobre - Park Jong-hwan, allenatore di calcio sudcoreano (n. 1938)
- 7 ottobre - Vivian Silver, attivista canadese (n. 1949)
- 7 ottobre - Ellen Tittel, mezzofondista tedesca (n. 1948)
- 7 ottobre - Marouf al-Bakhit, politico e militare giordano (n. 1947)
- 8 ottobre - Agneta Andersson, canoista svedese (n. 1961)
- 8 ottobre - Freddie Boyd, cestista statunitense (n. 1950)
- 8 ottobre - Alcides Báez, calciatore paraguaiano (n. 1947)
- 8 ottobre - Gérard Fénouil, velocista francese (n. 1945)
- 8 ottobre - Marco Martinelli, politico italiano (n. 1962)
- 8 ottobre - Giuseppe Rossicone, scultore e ceramista italiano (n. 1933)
- 8 ottobre - Herschel Savage, attore pornografico, regista e personaggio televisivo statunitense (n. 1952)
- 8 ottobre - László Sólyom, politico ungherese (n. 1942)
- 8 ottobre - Burt Young, attore statunitense (n. 1940)
- 9 ottobre - Andrea Branzi, architetto e designer italiano (n. 1938)
- 9 ottobre - Jean-Claude Cassini, fumettista francese (n. 1968)
- 9 ottobre - Chuck Feeney, imprenditore e filantropo irlandese (n. 1931)
- 9 ottobre - Keith Giffen, fumettista statunitense (n. 1952)
- 9 ottobre - Anthony Hickox, regista britannico (n. 1959)
- 9 ottobre - Jorge Lavelli, regista teatrale e direttore teatrale argentino (n. 1932)
- 9 ottobre - Ettore Mo, giornalista, scrittore e viaggiatore italiano (n. 1932)
- 9 ottobre - Roger Neubauer, pallanuotista francese (n. 1938)
- 9 ottobre - Henri Serre, attore francese (n. 1931)
- 10 ottobre - David Benedictus, scrittore e produttore televisivo britannico (n. 1938)
- 10 ottobre - Jeff Burr, regista, attore e sceneggiatore statunitense (n. 1963)
- 10 ottobre - Terry Dischinger, cestista e allenatore di pallacanestro statunitense (n. 1940)
- 10 ottobre - Mark Goddard, attore statunitense (n. 1936)
- 10 ottobre - Brendan Malone, allenatore di pallacanestro statunitense (n. 1942)
- 11 ottobre - Martin Aigner, matematico austriaco (n. 1942)
- 11 ottobre - Phyllis Coates, attrice statunitense (n. 1927)
- 11 ottobre - Margarita Trajanova, danzatrice bulgara (n. 1939)
- 12 ottobre - Luis Alfredo Garavito, serial killer colombiano (n. 1957)
- 12 ottobre - Hisaya Nakajo, fumettista giapponese (n. 1973)
- 13 ottobre - Jairo Arias, calciatore colombiano (n. 1938)
- 13 ottobre - Marcello De Stefano, regista e pittore italiano (n. 1929)
- 13 ottobre - Louise Glück, poetessa e saggista statunitense (n. 1943)
- 13 ottobre - Burdie Haldorson, cestista statunitense (n. 1934)
- 13 ottobre - Hubert Reeves, astrofisico, ambientalista e divulgatore scientifico canadese (n. 1932)
- 13 ottobre - Bud Somerville, giocatore di curling statunitense (n. 1937)
- 13 ottobre - Pietro Vittorelli, abate italiano (n. 1962)
- 14 ottobre - Giancarlo Cantelmi, politico italiano (n. 1926)
- 14 ottobre - Philippe Carles, giornalista, critico musicale e produttore discografico francese (n. 1941)
- 14 ottobre - Gérard Coignot, nuotatore francese (n. 1936)
- 14 ottobre - Rosetta Cutolo, mafiosa italiana (n. 1937)
- 14 ottobre - Piper Laurie, attrice statunitense (n. 1932)
- 14 ottobre - Dariush Mehrjui, regista, sceneggiatore e produttore cinematografico iraniano (n. 1939)
- 14 ottobre - Ludovico Muratori, scenografo, pittore e orafo italiano (n. 1927)
- 14 ottobre - Jean-Charles Thomas, vescovo cattolico francese (n. 1929)
- 14 ottobre - Bill Turner, cestista statunitense (n. 1944)
- 15 ottobre - Tod David Brown, vescovo cattolico statunitense (n. 1936)
- 15 ottobre - Joanna Merlin, attrice statunitense (n. 1931)
- 15 ottobre - Cesare Rimini, avvocato, giornalista e scrittore italiano (n. 1932)
- 15 ottobre - Suzanne Somers, attrice, imprenditrice e scrittrice statunitense (n. 1946)
- 16 ottobre - Martti Ahtisaari, diplomatico e politico finlandese (n. 1937)
- 16 ottobre - Guido Campodonico, architetto e urbanista italiano (n. 1934)
- 16 ottobre - Jorge Guillén Montenegro, cestista spagnolo (n. 1937)
- 16 ottobre - Jesús Guzmán, attore spagnolo (n. 1926)
- 16 ottobre - Bill McCabe, giocatore di football australiano e pallanuotista australiano (n. 1935)
- 16 ottobre - Dīmītrios Salachas, vescovo cattolico greco (n. 1939)
- 17 ottobre - Carla Bley, compositrice, pianista e organista statunitense (n. 1936)
- 17 ottobre - Roberto Camilleri Azzopardi, vescovo cattolico e missionario maltese (n. 1951)
- 17 ottobre - Frank Coppa, mafioso statunitense (n. 1941)
- 17 ottobre - Orazio Rancati, allenatore di calcio e calciatore italiano (n. 1940)
- 18 ottobre - Roger Brown, cestista statunitense (n. 1950)
- 18 ottobre - Giovanni Chiaramonte, fotografo e fotoreporter italiano (n. 1948)
- 18 ottobre - Osvaldo Desideri, scenografo italiano (n. 1939)
- 18 ottobre - Renato Rambaldelli, calciatore italiano (n. 1936)
- 18 ottobre - Thomas A. Szlezák, filologo classico e grecista tedesco (n. 1940)
- 19 ottobre - Natalino Andolfatto, scultore italiano (n. 1933)
- 19 ottobre - Lasse Berghagen, cantautore svedese (n. 1945)
- 19 ottobre - Robert B. Johnston, generale statunitense (n. 1937)
- 19 ottobre - Silvano Mattesini, architetto, insegnante e scrittore italiano (n. 1950)
- 19 ottobre - Heini Messner, sciatore alpino e allenatore di sci alpino austriaco (n. 1939)
- 19 ottobre - Anfisa Rezcova, biatleta e fondista russa (n. 1964)
- 19 ottobre - Atsushi Sakurai, cantante e batterista giapponese (n. 1966)
- 19 ottobre - Jamila Abdallah Taha al-Shanti, politica e attivista palestinese (n. 1955)
- 20 ottobre - Layla Balabakki, scrittrice, giornalista e attivista libanese (n. 1936)
- 20 ottobre - Giambattista Cescutti, cestista e allenatore di pallacanestro italiano (n. 1939)
- 20 ottobre - Hans Domenig, fotografo, scrittore e pastore protestante svizzero (n. 1934)
- 20 ottobre - Haydn Gwynne, attrice e cantante britannica (n. 1957)
- 20 ottobre - Hiba Abu Nada, poetessa e romanziera palestinese (n. 1991)
- 21 ottobre - Reino Börjesson, calciatore svedese (n. 1929)
- 21 ottobre - Bobby Charlton, calciatore, allenatore di calcio e dirigente sportivo inglese (n. 1937)
- 21 ottobre - Joan Evans, attrice statunitense (n. 1934)
- 21 ottobre - Bill Hayden, politico australiano (n. 1933)
- 21 ottobre - Sergio Staino, giornalista, fumettista e vignettista italiano (n. 1940)
- 21 ottobre - Marzia Ubaldi, attrice e doppiatrice italiana (n. 1938)
- 21 ottobre - Natalie Zemon Davis, storica statunitense (n. 1928)
- 22 ottobre - Vincent Asaro, mafioso statunitense (n. 1935)
- 22 ottobre - Fabio Jansen, regista, fotografo e viaggiatore italiano (n. 1974)
- 22 ottobre - Raúl Machado, calciatore portoghese (n. 1937)
- 22 ottobre - Franco Mura, politico italiano (n. 1935)
- 23 ottobre - Tasha Butts, cestista e allenatrice di pallacanestro statunitense (n. 1982)
- 23 ottobre - Bernard Morel, schermidore francese (n. 1925)
- 23 ottobre - Bob Perry, tennista statunitense (n. 1933)
- 24 ottobre - Hans Albert, filosofo e sociologo tedesco (n. 1921)
- 24 ottobre - Carlos Guerini, calciatore argentino (n. 1949)
- 24 ottobre - Paul Harris, tastierista, polistrumentista e compositore statunitense (n. 1944)
- 24 ottobre - Niels Holst-Sørensen, velocista e mezzofondista danese (n. 1922)
- 24 ottobre - Bill Kenwright, attore, produttore teatrale e dirigente sportivo britannico (n. 1945)
- 24 ottobre - Wanda Półtawska, psichiatra, scrittrice e attivista polacca (n. 1921)
- 24 ottobre - Steve Riley, batterista statunitense (n. 1956)
- 24 ottobre - Richard Roundtree, attore statunitense (n. 1942)
- 25 ottobre - Andreas Molterer, sciatore alpino austriaco (n. 1931)
- 26 ottobre - Guy Camberabero, rugbista a 15 francese (n. 1936)
- 26 ottobre - Jérôme Christ, cestista francese (n. 1938)
- 26 ottobre - Baruch Mordechai Ezrachi, rabbino israeliano (n. 1929)
- 26 ottobre - Goa Gil, disc jockey statunitense (n. 1951)
- 26 ottobre - Richard Moll, attore statunitense (n. 1943)
- 26 ottobre - Judy Nugent, attrice statunitense (n. 1940)
- 26 ottobre - Bruno Prosdocimi, pittore, disegnatore e fumettista italiano (n. 1936)
- 26 ottobre - Bingo Smith, cestista statunitense (n. 1946)
- 27 ottobre - Axali Doëseb, compositore, musicista e direttore d'orchestra namibiano (n. 1954)
- 27 ottobre - Silvano Faresin, architetto italiano (n. 1943)
- 27 ottobre - Anne Heywood, attrice britannica (n. 1931)
- 27 ottobre - Li Keqiang, politico cinese (n. 1955)
- 27 ottobre - Viktor Mamatov, biatleta sovietico (n. 1937)
- 27 ottobre - Jean Pellissier, scialpinista e fondista di corsa in montagna italiano (n. 1972)
- 27 ottobre - Senno Salzwedel, sollevatore tedesco (n. 1959)
- 27 ottobre - Ewald Walch, slittinista austriaco (n. 1940)
- 28 ottobre - Erkki Antila, biatleta finlandese (n. 1954)
- 28 ottobre - Marco Bigliazzi, regista, scrittore e animatore italiano (n. 1963)
- 28 ottobre - Morte di Armita Geravand, curda (n. 2006)
- 28 ottobre - Károly Hauszler, pallanuotista ungherese (n. 1952)
- 28 ottobre - Adam Johnson, hockeista su ghiaccio statunitense (n. 1994)
- 28 ottobre - Matthew Perry, attore statunitense (n. 1969)
- 28 ottobre - Angelo Rescaglio, politico italiano (n. 1936)
- 29 ottobre - Charlie Aitken, calciatore scozzese (n. 1942)
- 29 ottobre - René Exbrayat, allenatore di calcio e calciatore francese (n. 1947)
- 29 ottobre - Heath, bassista e compositore giapponese (n. 1968)
- 29 ottobre - Aldo Pifferi, ciclista su strada italiano (n. 1938)
- 29 ottobre - Ronnie Rees, calciatore gallese (n. 1944)
- 29 ottobre - Tony Rohr, attore irlandese (n. 1939)
- 29 ottobre - Brian Rushton, calciatore inglese (n. 1943)
- 30 ottobre - Walter Adams, mezzofondista tedesco (n. 1945)
- 30 ottobre - Sam Ball, giocatore di football americano statunitense (n. 1944)
- 30 ottobre - Giuseppina Bertone, politica italiana (n. 1938)
- 30 ottobre - Rodolfo Gigli, politico italiano (n. 1935)
- 30 ottobre - Frank Howard, giocatore di baseball, allenatore di baseball e cestista statunitense (n. 1936)
- 30 ottobre - Micaela Pignatelli, attrice, doppiatrice e dialoghista italiana (n. 1945)
- 31 ottobre - Lea Ackermann, attivista tedesca (n. 1937)
- 31 ottobre - Tyler Christopher, attore statunitense (n. 1972)
- 31 ottobre - José Dolgetta, calciatore e allenatore di calcio venezuelano (n. 1970)
- 31 ottobre - Ernesto Ferrero, critico letterario, curatore editoriale e scrittore italiano (n. 1938)
- 31 ottobre - Ken Mattingly, astronauta statunitense (n. 1936)
- 31 ottobre - Oleg Protopopov, pattinatore artistico su ghiaccio sovietico (n. 1932)
- 31 ottobre - Mel Sembler, politico, diplomatico e imprenditore statunitense (n. 1930)
- 31 ottobre - Annamaria Tonini, cestista italiana (n. 1931)
- 31 ottobre - Elmar Wepper, attore e doppiatore tedesco (n. 1944)
- 31 ottobre - Kōichi Yamamoto, politico giapponese (n. 1947)